# Lista de aeroportos do Peru
Esta é uma lista de aeroportos do Peru, classificados por cidade:
| Cidade               | Departamento ou Província  | ICAO | IATA | Nome do aeroporto                                               |
| Alerta               | Ucayali                    | SPAR | ALD  | Aeroporto de Alerta                                             |
| Andahuaylas          | Apurímac                   | SPHY | ANS  | Aeroporto de Andahuaylas                                        |
| Andoas               | Loreto                     | SPAS |      | Aeroporto Alférez FAP Alfredo Vladimir Sara Bauer               |
| Anta / Huaraz        | Ancash                     | SPHZ | ATA  | Aeroporto Comandante FAP Germán Arias Graziani                  |
| Arequipa             | Arequipa                   | SPQU | AQP  | Aeroporto Internacional Rodríguez Ballón                        |
| Atalaya              | Ucayali                    | SPAY | ATG  | Aeroporto Tenente General Gerardo Pérez Pinedo                  |
| Ayacucho             | Ayacucho                   | SPHO | AYP  | Aeroporto Coronel FAP Alfredo Mendivil Duarte                   |
| Bellavista           | San Martín                 | SPBL | BLP  | Aeroporto de Huallaga                                           |
| Caballococha         | Loreto                     | SPBC | LHC  | Aeroporto de Caballococha                                       |
| Cajabamba            | Cajamarca                  | SPJB |      | Aeroporto Pampa Grande                                          |
| Cajamarca            | Cajamarca                  | SPJR | CJA  | Aeroporto Mayor General FAP Armando Revoredo Iglesias           |
| Callao / Lima        | Área Metropolitana de Lima | SPIM | LIM  | Aeroporto Internacional Jorge Chávez                            |
| Chachapoyas          | Amazonas                   | SPPY | CHH  | Aeroporto de Chachapoyas                                        |
| Chiclayo             | Lambayeque                 | SPHI | CIX  | Aeroporto Internacional Capitão FAP José A. Quiñones Gonzales   |
| Chimbote             | Ancash                     | SPEO | CHM  | Aeroporto Tenente FAP Jaime Montreuil Morales                   |
| Chorrillos, Lima     | Província de Lima          | SPLP |      | Base Aérea Las Palmas (militar)                                 |
| Contamana            | Loreto                     | SPCM | CTF  | Aeroporto de Contamana                                          |
| Corrientes           |                            | SPDR |      | Aeroporto Trompeteros                                           |
| Cusco                | Cusco                      | SPZO | CUZ  | Aeroporto Internacional Alejandro Velasco Astete                |
| Huánuco              | Huánuco                    | SPHV |      | Aeroporto de Huánuco                                            |
| Huánuco              | Huánuco                    | SPNC | HUU  | Aeroporto Alférez FAP David Figueroa Fernandini                 |
| Iberia               |                            | SPBR | IBP  | Aeroporto de Iberia                                             |
| Ilo                  | Moquegua                   | SPLO | ILC  | Aeroporto de Ilo                                                |
| Iquitos              | Loreto                     | SPQT | IQT  | Aeroporto Internacional Coronel FAP Francisco Secada Vignetta   |
| Jauja                | Junín                      | SPJJ | JAU  | Aeroporto de Jauja                                              |
| Jaén                 | Cajamarca                  | SPJE |      | Aeroporto Shumba                                                |
| Jeberos              | Loreto                     | SPBS |      | Aeroporto Bellavista                                            |
| Juanjuí              | San Martín                 | SPJI | JJI  | Aeroporto de Juanjuí                                            |
| La Joya              | Arequipa                   | SPLC |      | Aeroporto Mariano Melgar                                        |
| Leon Velarde         |                            | SPOV |      | Aeroporto Shiringayoc/Hacienda Mejia                            |
| Mazamari             | Junín                      | SPMF |      | Aeroporto Manuel Prado Ugarteche                                |
| Moquegua             | Moquegua                   | SPEQ |      | Aeroporto Cesar Torque Podesta                                  |
| Moyobamba            | San Martín                 | SPBB | MBP  | Aeroporto de Moyobamba                                          |
| Nazca                | Ica                        | SPZA | NZA  | Aeroporto María Reiche Neuman                                   |
| Pisco                | Ica                        | SPSO | PIO  | Aeroporto Capitão FAP Renán Elías Olivera                       |
| Piura                | Piura                      | SPUR | PIU  | Aeroporto Internacional Capitão FAP Guillermo Concha Iberico    |
| Pucallpa             | Ucayali                    | SPCL | PCL  | Aeroporto Internacional Capitão Rolden                          |
| Puerto Maldonado     | Madre de Dios              | SPTU | PEM  | Aeroporto Internacional Padre Aldamiz                           |
| Puno / Juliaca       | Puno                       | SPJL | JUL  | Aeroporto Internacional Inca Manco Cápac                        |
| Quince Mil           | Cusco                      | SPIL | UMI  | Aeroporto de Quince Mil                                         |
| Requena              | Loreto                     | SPQN | REQ  | Aeroporto de Requena                                            |
| Rioja                | San Martín                 | SPJA | RIJ  | Aeroporto Juan Simons Vela                                      |
| Rodriguez de Mendoza |                            | SPLN | RIM  | Aeroporto San Nicolas                                           |
| San Francisco        |                            | SPSF | SQD  | Aeroporto de San Francisco                                      |
| San Juan Aposento    |                            | SPAO | APE  | Aeroporto de San Juan Aposento                                  |
| San Juan de Marcona  |                            | SPJN | SJA  | Aeroporto de San Juan de Marcona                                |
| San Pablo            | Cajamarca                  | SPSP | SPO  | Aeroporto de San Pablo                                          |
| San Ramón            | Junín                      | SPRM |      | Aeroporto Capitão FAP Leonardo Alvariño Herr                    |
| Santa Maria          |                            | SPMR | SMG  | Aeroporto de Santa Maria                                        |
| Saposoa              |                            | SPOA | SFS  | Aeroporto de Saposoa                                            |
| Satipo               |                            | SPIP | SFK  | Aeroporto de Satipo                                             |
| Shiringayoc          |                            | SPSY | SYC  | Aeroporto de Shiringayoc                                        |
| Tacna                | Tacna                      | SPTN | TCQ  | Aeroporto Internacional Coronel FAP Carlos Ciriani Santa Rosa   |
| Talara               | Piura                      | SPTP |      | Base Aérea El Pato (militar)                                    |
| Talara               | Piura                      | SPYL | TYL  | Aeroporto Internacional Capitão FAP Victor Montes Arias         |
| Tarapoto             | San Martín                 | SPST | TPP  | Aeroporto Comandante FAP Guillermo del Castillo Paredes         |
| Tingo María          | Huánuco                    | SPGM | TGI  | Aeroporto de Tingo María                                        |
| Tocache              | San Martín                 | SPCH | TCG  | Aeroporto de Tocache                                            |
| Trujillo             | La Libertad                | SPRU | TRU  | Aeroporto Internacional Capitão FAP Carlos Martínez de Pinillos |
| Tumbes               | Tumbes                     | SPME | TBP  | Aeroporto Capitán FAP Pedro Canga Rodríguez                     |
| Uchiza               |                            | SPIZ | UCZ  | Aeroporto de Uchiza                                             |
| Vitor                |                            | SPVR |      | Aeroporto San Isidoro                                           |
| Vitor                |                            | SPVT |      | Aeroporto Major FAP Guillermo Protset del Castillo              |
| Yurimaguas           | Loreto                     | SPMS | YMS  | Aeroporto Moisés Benzaquen Rengifo                              |